# Кутижма (остановочный пункт)
Кути́жма (карел. Kutižma) — остановочная платформа и бывшая железнодорожная станция на 490,5 км перегона Сяньга — Виллагора линии Суоярви — Томицы — Петрозаводск. Территориально расположена в населённом пункте станция Кутижма Пряжинского национального района Республики Карелия. Станция открыта в 1940 году. Имела два боковых пути. В конце 1990-х годов путевое развитие станции было ликвидировано, после чего было разобрано здание, в котором находился дежурный по станции, также располагались пост ЭЦ и зал ожидания с билетной кассой.
С 2014 года пассажирские поезда проходят остановочный пункт без остановки. Несмотря на это, в середине 2010-х годов был установлен новый пассажирский павильон, а также информационные таблички с названием остановочного пункта.

## История
Строительство линии Суоярви — Петрозаводск протяженностью почти в 130 километров было начато в марте 1939 года в связи с началом Зимней войны. Участок был построен советскими строителями всего за 3,5 месяца, и уже в марте 1940 года на линии было открыто движение. С 1941 по 1944 Финляндия по новой захватила Олонецкий перешеек, в результате чего все станции и остановочные пункты линии получили финские наименования.

## Галерея

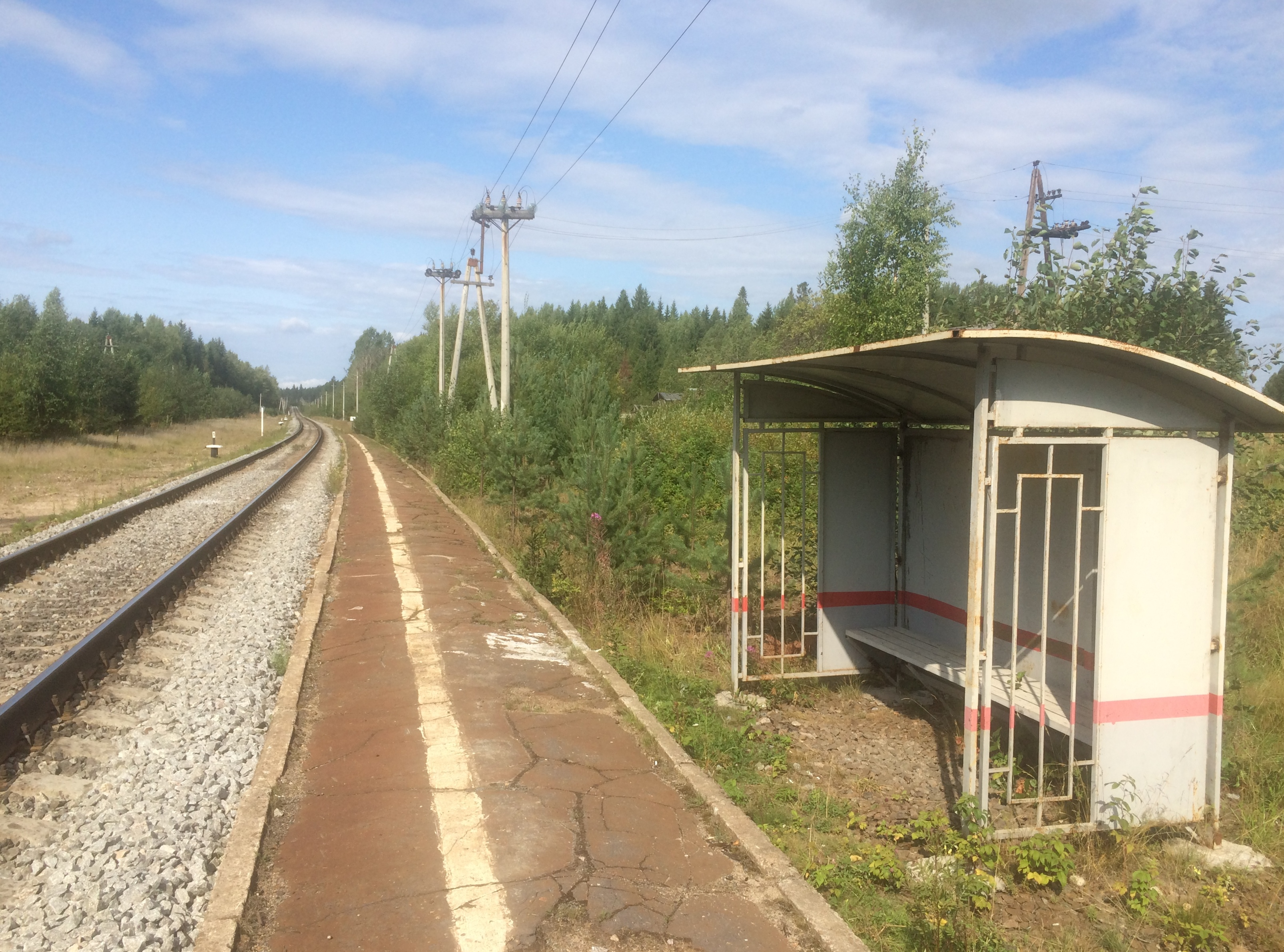
Вид в сторону Сяньги.
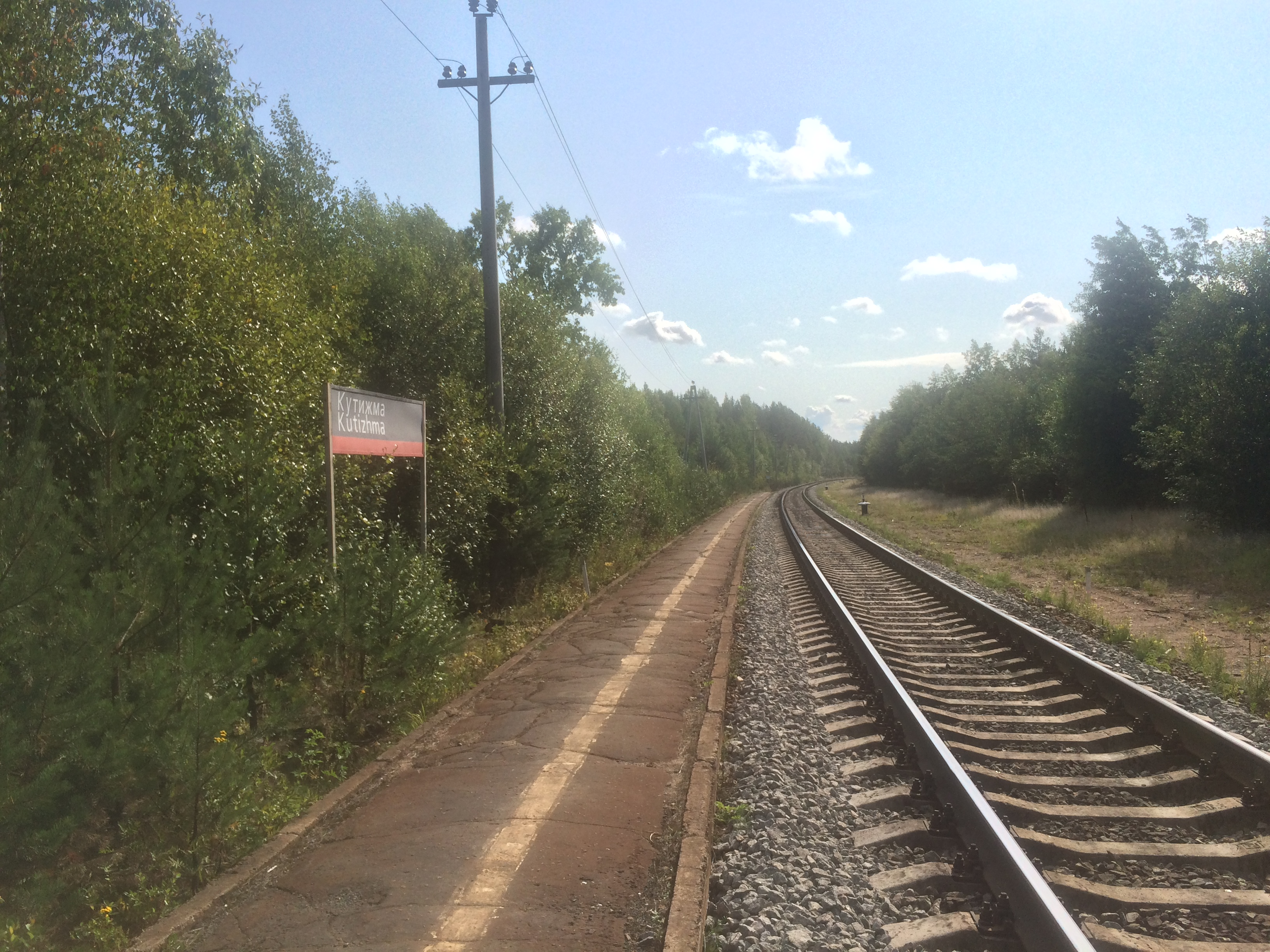
Вид в сторону Виллагоры.
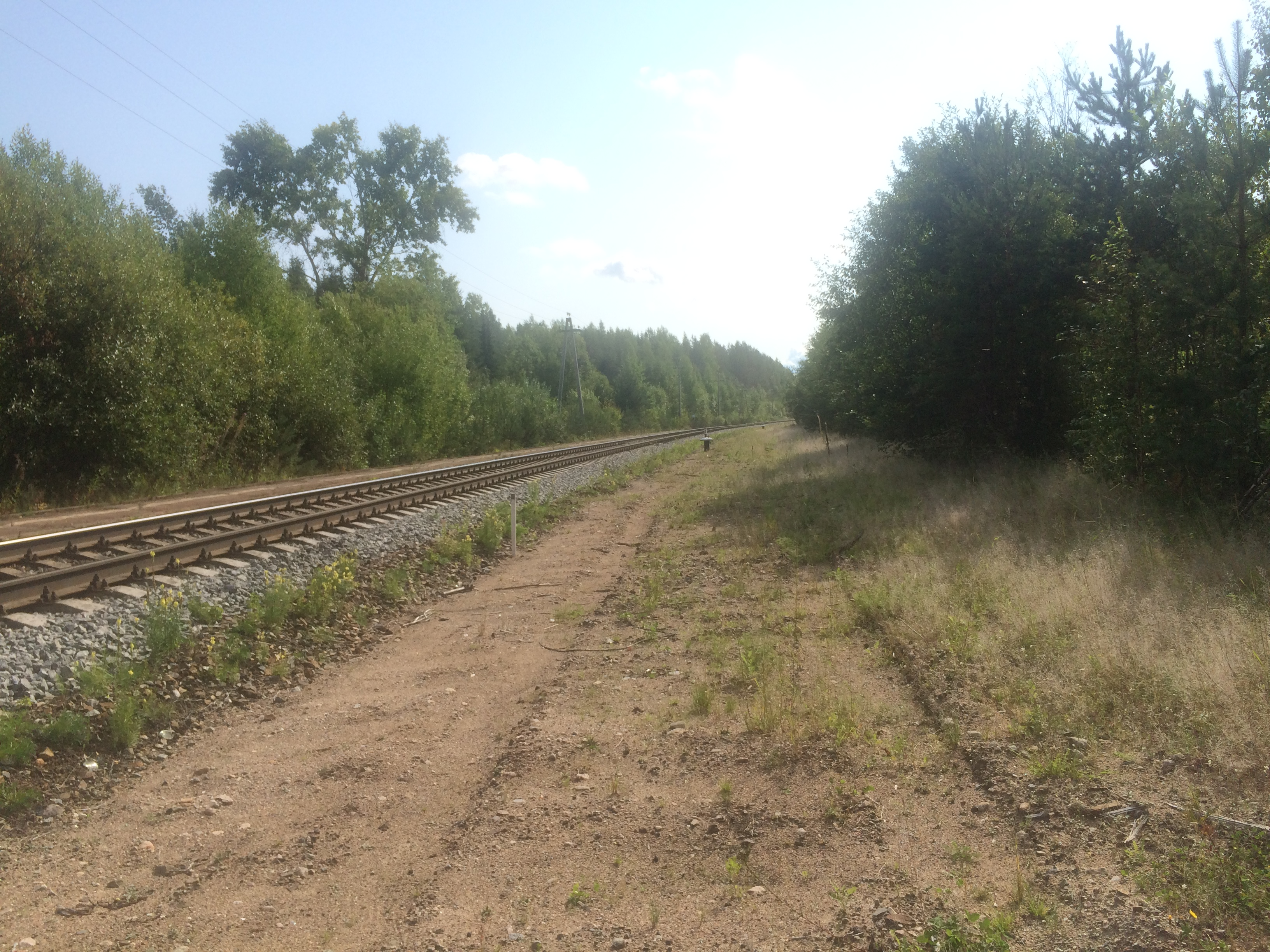
Разобранные боковые пути.
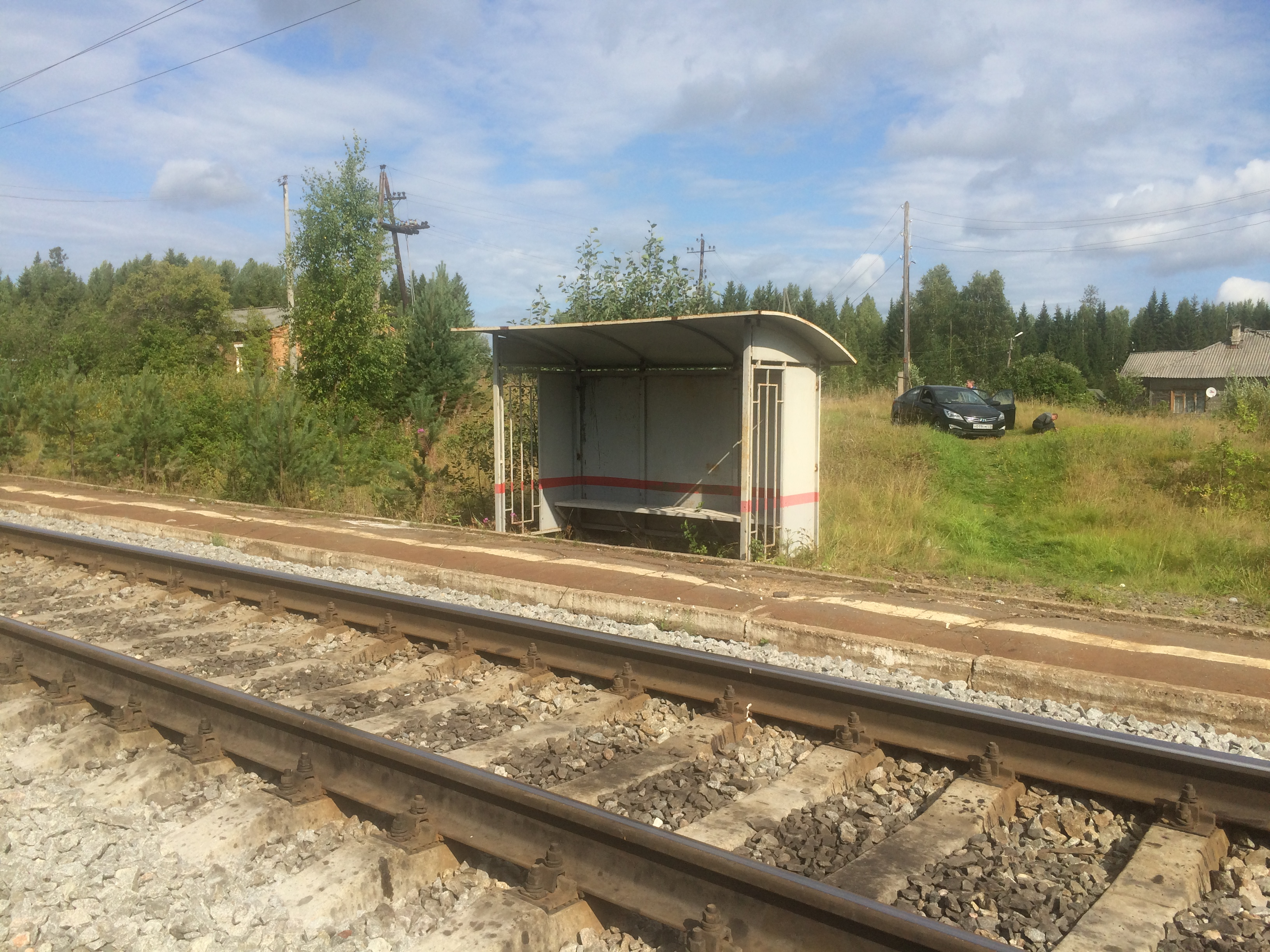
Пассажирский павильон.